# Terranuova Bracciolini
Terranuova Bracciolini egy comune (település) az olasz Arezzo megyében Toszkána régióban található, mintegy 35 km-re délkeletre Firenzétől és körülbelül 25 km-re délnyugatra Arezzótól.
2004. december 31-én a lakosság száma 11 778 volt, a területe 85,4 négyzetkilométer. Terranuova Bracciolini a következő községrészekből (olaszul: frazioni) áll: (főleg falvakból és tanyákból): Campogialli, Castiglione Ubertini, Cicogna, Doccio, Malva, Montalto, Montemarciano, Penna, Persignano, Piantravigne, Tasso, Traiana, Treggiaia, és Ville. Terranuova Bracciolinival határosak a következő települések: Castelfranco di Sopra, Castiglion Fibocchi, Laterina, Loro Ciuffenna, Montevarchi, Pergine Valdarno, San Giovanni Valdarno. 
A történelmileg csak Terranuovaként ismert, a községben született 1380-ban a híres korai humanista, Poggio Bracciolini, akiről a települést 1862-ben átnevezték Terranuováról Terranuova Bracciolinire.

## Fordítás
- Ez a szócikk részben vagy egészben  a   Terranuova Bracciolini című angol Wikipédia-szócikk ezen változatának fordításán alapul.  Az eredeti cikk szerkesztőit annak laptörténete sorolja fel. Ez a jelzés csupán a megfogalmazás eredetét és a szerzői jogokat jelzi, nem szolgál a cikkben szereplő információk forrásmegjelöléseként.